# Vuelta a La Rioja 2011
La 51.ª edición de la Vuelta a La Rioja se disputó el domingo 24 de abril de 2011, en un circuito por la Rioja Baja (incluyendo unos kilómetros de paso por las provincias de Navarra y Álava) con inicio y final en Logroño, sobre un trazado de 193,2 kilómetros.
La prueba perteneció al UCI Europe Tour de los Circuitos Continentales UCI, dentro de la categoría 1.1.
Recorrió Recajo, Agoncillo, Tudelilla (con un esprint especial), Turruncún, Grávalos, Aldeanueva de Ebro, Autol (con una meta volante), Calahorra (con una meta volante), El Villar de Arnedo, Lodosa, Mendavia (con un sprint especial), Viana, Moreda de Álava, Barriobusto, Yécora,  y  Oyón. Hubo tres puertos de tercera categoría: alto de Villarroya (km. 53 y cima Félix Iglesias por ser la más alta de la carrera), puerto de Labraza (km. 174) y puerto de Moncaletre (km. 180, y a 13 de la meta).
Participaron los mismos equipos que un día antes habían disputado el Gran Premio de Llodio 2011 (excepto la Selección de Rusia). Formando así un pelotón de 93 ciclistas, con 8 corredores cada equipo (excepto el Movistar Team, Geox-TMC y Andalucía Caja Granada que salieron con 7), de los que acabaron 90.
El ganador final fue Imanol Erviti superando a sus compañeros de fuga del equipo EPM-UNE Juan Pablo Suárez y Giovanni Báez, respectivamente. Dicha fuga se formó en el descenso del último alto a menos de 13 km para la meta, distanciando a un reducido pelotón en 8 segundos.
En las clasificaciones secundarias se impusieron Walter Pedraza (montaña), Ion Pardo (metas volantes), Enrique Sanz (sprints especiales), Garikoitz Bravo (combinada), Giovanni Báez (combatividad), Daniele Ratto (sub-23) y Movistar Team (equipos).

## Clasificación final
| \| Posición \| Ciclista \| Equipo \| Tiempo \| \| -------- \| ------------------- \| ------------- \| ---------- \| \| 1. \| Imanol Erviti \| Movistar \| 4h 51' 42" \| \| 2. \| Giovanni Báez \| EPM-UNE \| m.t. \| \| 3. \| Juan Pablo Suárez \| EPM-UNE \| + 2" \| \| 4. \| Andrey Amador \| Movistar \| + 8" \| \| 5. \| Daniele Ratto \| Geox-TMC \| m.t. \| \| 6. \| Fabio Felline \| Geox-TMC \| m.t. \| \| 7. \| José Iván Gutiérrez \| Movistar \| m.t. \| \| 8. \| Santi Pérez \| Barbot-Efapel \| m.t. \| \| 9. \| Filipe Cardoso \| Barbot-Efapel \| m.t. \| \| 10. \| Sergio Sousa \| Barbot-Efapel \| m.t. \| |                     |               |            |
| Posición | Ciclista            | Equipo        | Tiempo     |
| 1. | Imanol Erviti       | Movistar      | 4h 51' 42" |
| 2. | Giovanni Báez       | EPM-UNE       | m.t.       |
| 3. | Juan Pablo Suárez   | EPM-UNE       | + 2"       |
| 4. | Andrey Amador       | Movistar      | + 8"       |
| 5. | Daniele Ratto       | Geox-TMC      | m.t.       |
| 6. | Fabio Felline       | Geox-TMC      | m.t.       |
| 7. | José Iván Gutiérrez | Movistar      | m.t.       |
| 8. | Santi Pérez         | Barbot-Efapel | m.t.       |
| 9. | Filipe Cardoso      | Barbot-Efapel | m.t.       |
| 10. | Sergio Sousa        | Barbot-Efapel | m.t.       |